# 콕샤로프카성
콕샤로프카성(Кокшаровка городище)은 러시아 연해주에서 발굴된 성이다. 발해때에 지어진 성으로, 2008년 10월 16일에 우수리강 근처에서 발견되었다. 발굴된 성터에서 발해때의 유물들과 발해의 상경 용천부에서 출토되었던 온돌이 출토되었다. 콕샤로프카성은 고구려의 양식을 갖추고 있어서 발해가 고구려를 계승한 국가임을 증명할 수 있는 증거가 되었다.